# Dipinti rupestri della Sierra de San Francisco
Dipinti rupestri della Sierra de San Francisco è il nome dato all'arte preistorica trovata nella regione della Sierra de San Francisco in Bassa California del Sud, Messico.
Queste pitture, considerate una delle più belle collezioni di arte rupestre del mondo, sono state iscritte nella lista del patrimonio dell'umanità dell'UNESCO nel 1993.
Le abitazioni in pietra con pitture rupestri sono le più famose, anche se i petroglifi sono ampiamente distribuiti. Finora, i siti di San Francisco e Guadalupe sono stati i più intensamente studiati. In quest'area sono stati registrati 1.150 siti d'arte, tra dipinti, incisioni e geoglifi.

## Geografia
Il sito si estende su 182.600 ettari, in cui sono stati registrati più di 400 siti. Le incisioni rupestri della Sierra de San Francisco si trovano al centro della penisola della Baja California in Messico. Il paesaggio è dominato da una piccola catena montuosa di roccia vulcanica. Qui le alte mesas sono divise da profondi canyon che corrono a forma di stella.
I popoli nativi americani abitarono questa zona dalla fine del Pleistocene fino all'arrivo dei missionari alla fine del XVII secolo. I petroglifi sono attribuiti a un popolo indigeno. La posizione remota ha permesso agli indigeni di vivere una vita isolata e, quindi, di sviluppare una cultura complessa e distinta. I dipinti murali più suggestivi si trovano in montagna. Le incisioni rupestri si trovano sulle pareti e sui soffitti delle grotte, alcune delle quali difficili da raggiungere.
La prima menzione di incisioni rupestri proviene dai documenti dei gesuiti nel XVIII secolo. La ricerca moderna iniziò alla fine del XIX secolo, quando l'etnologo francese León Diguet condusse viaggi esplorativi nella Sierra de San Francisco e a Guadalupe nel 1894. Ha poi pubblicato le descrizioni di diversi siti.
Fino al 2000, erano state fatte solo sei  spettrometrie di massa di tre effigi nell'area di migliaia di chilometri quadrati.  Nel 2002 e nel 2003 sono stati esaminati quasi 300 campioni di colore. Il risultato più notevole proviene dalla Cueva San Borjitas, nella Sierra de Guadalupe, che offre un'età media di 7.500 anni.  Il risultato ha sorpreso gli esperti, perché fino ad allora si stimava che i petroglifi fossero più giovani.

## Storia
Dipinti e incisioni sono rappresentazioni di come era la vita dei Cochimí o dei Guachimi che abitavano la penisola. Si sa poco di questo gruppo etnico, a parte il fatto che arrivarono da nord. I dipinti sul soffitto delle caverne e sui muri della Sierra de San Francisco vennero scoperti dal gesuita messicano José Mariano Rotea nel XVIII secolo. La proprietà è costituita da circa 250 siti posizionati nel comune di Mulegé all'interno della Riserva della biosfera di El Vizcaíno nello stato della Bassa California del Sud (Messico settentrionale). L'accesso alle pitture è reso difficoltoso dall'isolamento del luogo che, ad ogni modo, l'ha messo al riparo da vandalismi.

Canyon de San Francisco de la Sierra

Secondo le vecchie credenze i graffiti vennero fatti da una razza di giganti; infatti alcune forme antropomorfe sono di circa due metri d'altezza. Ma si tratta di una supposizione scartata dagli investigatori scientifici dalla fine del XIX secolo. Questa convinzione potrebbe essere stata suggerita dalle dimensioni molto grandi di molte delle figure umane (così come di animali). Alcuni osservatori hanno ipotizzato che i dipinti avessero significati relativi alla magia della caccia, alle pratiche religiose o al culto degli antenati, ma non c'è consenso su queste interpretazioni. 
Sono raffigurate specie animali tra cui cervi, pecore selvatiche, conigli, puma, linci, balene, tartarughe, pesci e uccelli. Ci sono anche elementi astratti di varie forme. Un numero crescente di datazioni al radiocarbonio relative ai dipinti ha suggerito un'età che va dal 5500 a.C. fino al contatto europeo nel XVIII secolo. Nonostante siano relativi alle culture di cacciatori nomadi del Messico settentrionale e degli Stati Uniti meridionali precedenti alla colonizzazione europea delle Americhe, non mostrano nessuna relazione con questi gruppi.

## Descrizione
Quest'area ha la più alta concentrazione di arte preispanica dell'intera penisola. È di qualità eccezionale sia su scala nazionale sia su quella internazionale a causa della qualità, dell'estensione, della varietà ed originalità delle rappresentazioni umane ed animali, i colori e l'incredibile stato di conservazione. 
Ad ogni grotta è stato dato un nome in relazione alla natura delle pitture che vi sono state scoperte: Grotta dello Sciame, Grotta del Topo, Grotta delle Frecce, Grotta della Musica, Grotta Dipinta.
La grotta della musica è quella che ha incuriosito di più gli archeologi. Sul soffitto, all'ingresso, possiamo vedere una serie di figure in movimento che indossano maschere su una griglia di forme geometriche. L'affresco è, come gli altri, di due colori, rosso e nero. Le interpretazioni della scelta dei colori, del loro significato, della trama e del movimento, sono diverse ma non sono ancora state spiegate in modo soddisfacente.
La grotta dipinta è la più grande delle grotte della regione. È lunga 150 metri e le sue pareti sono completamente ricoperte di pitture rosse e nere che sembrano rappresentare danze o rituali.